# St. Gertrudis (Bockum)

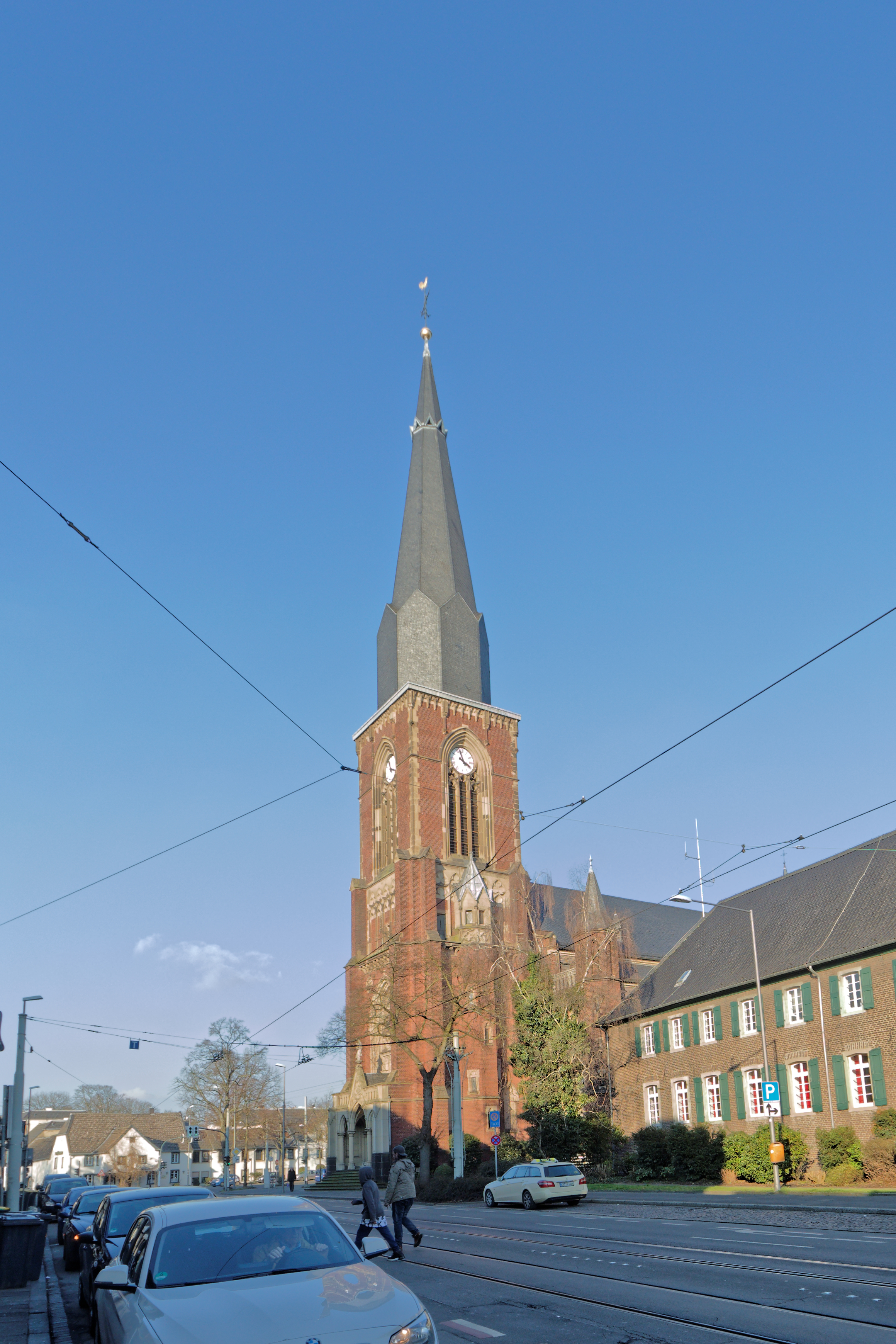
St. Gertrudis in Bockum

St. Gertrudis ist eine römisch-katholische Pfarrkirche in Bockum, einem Stadtteil von Krefeld in Nordrhein-Westfalen. Sie steht unter dem Patronat der hl. Gertrud von Nivelles (Gedenktag 17. März) und ist Pfarrkirche der Pfarre St. Christophorus Krefeld. Das Gotteshaus wurde zwischen 1857 und 1859 nach Plänen von Friedrich von Schmidt erbaut, der Bau des Glockenturms folgte von 1897 bis 1899 nach Plänen von Josef Kleesattel.

## Geschichte
Eine der hl. Gertrud geweihte Kirche in Bockum wurde erstmals 1205 urkundlich erwähnt. Für das Jahr 1268 ist bereits ein Pfarrer namens Arnold Pleban genannt, Bockum war also schon zu dieser Zeit eigenständige Pfarrei. Im Liber valoris aus dem Jahr 1308 wird Bockum als Pfarre im Dekanat Duisburg des Erzbistums Köln aufgeführt und 1355 dem Stift Kleve inkorporiert. Im Jahr 1424 wird erstmals ein Tertiarinnenkloster in Bockum erwähnt, welches bis zur Auflösung während der Franzosenzeit 1801 bestand. Während der Reformation blieb Bockum zwar katholisch, aber da Duisburg evangelisch geworden war, wurde das Dekanat Duisburg aufgelöst. Daher wurde die Pfarre dem Archidiakonat Xanten zugeordnet. Zwischen 1804 und 1827 zählte Bockum zum ersten Bistum Aachen, kam aber 1827 wieder an das Erzbistum Köln und gehört seit 1930 zum Bistum Aachen. 
Mitte des 19. Jahrhunderts wurde die noch aus dem 12./13. Jahrhundert stammende bisherige Pfarrkirche zu klein und ein Neubau an selber Stelle beschlossen. Die Planung der neuen Pfarrkirche lag in Händen des Kölner Architekten Friedrich von Schmidt. Im Juli 1857 wurde zunächst die alte Kirche mit Ausnahme des Glockenturms abgerissen und am 6. September 1857 der Grundstein zur heutigen Kirche gelegt. Nach dreijähriger Bauzeit war die neue Kirche unter Einbezug des alten Turmes fertiggestellt und konnte am 2. Oktober 1859 geweiht werden. Der alte Turm wurde 1897 niedergelegt und zwischen 1897 und 1899 durch den heutigen Turm nach Plänen des Düsseldorfer Architekten Josef Kleesattel ersetzt. Bei einer Sanierung im Jahr 1966 wurde insbesondere das Erscheinungsbild des Turmhelms deutlich verändert.
Zum 1. Januar 2010 wurde die Pfarre St. Gertrudis aufgelöst und mit den ebenfalls aufgelösten Pfarreien Herz Jesu/Bockum, St. Josef/Traar, Christus König/Verberg und St. Hubertus/Krefeld zur neuen Pfarre St. Christophorus Krefeld fusioniert. St. Gertrudis wurde als Pfarrkirche der neuen Pfarrei bestimmt.

## Baubeschreibung

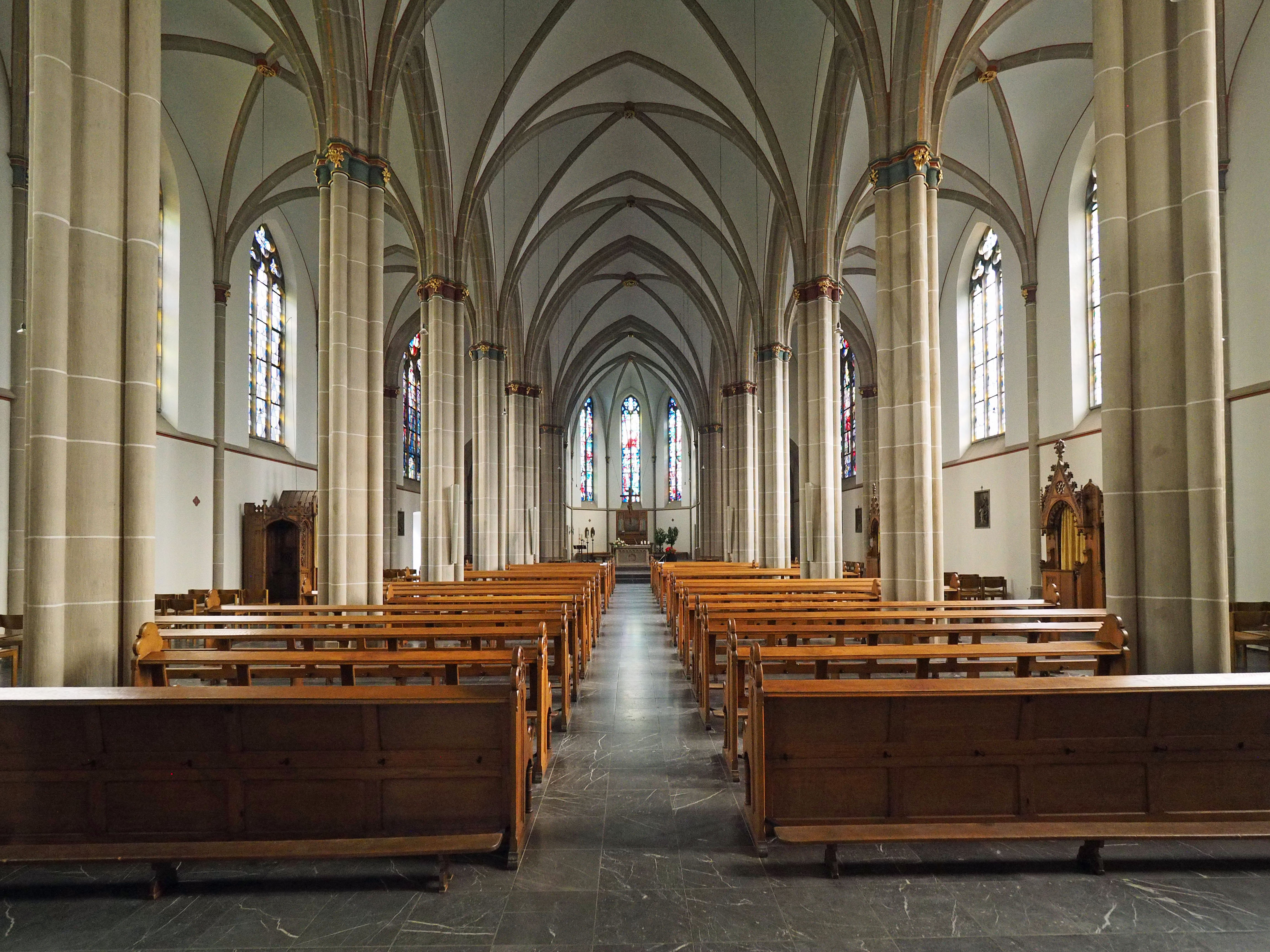
Innenraum

St. Gertrudis ist eine dreischiffige Hallenkirche im Stil der Neugotik mit einem sechsjochigen Langhaus, Pseudoquerschiff und einjochigem Chor mit fünfseitigem Chorschluss im Osten und vorgebautem, dreigeschossigen Glockenturm mit achtseitigem Helm im Westen und Dachreiter über der Vierung. Der gesamte Innenraum wird von Kreuzrippengewölben überwölbt.

## Ausstattung
Im Innenraum haben sich Teile der ursprünglichen Ausstattung erhalten. Vom Hochaltar aus dem Jahr 1867 hat sich die Mensa aus Sandstein erhalten, die allerdings durch die davor aufgestellte Chororgel der Fa. Orgelbau Kreienbrink aus dem Jahr 1985 verdeckt wird. Der Zelebrationsaltar besteht aus der Mensa eines Seitenaltars aus dem Jahr 1864. Der vom alten Hochaltar stammende Tabernakel steht auf der Mensa des zweiten Seitenaltars aus selber Zeit. Der Taufstein stammt in Teilen noch aus der Vorgängerkirche, wurde aber 1859 in seiner jetzigen Form zusammengesetzt. Die Beichtstühle wurden 1888 und 1890 geschaffen, die Kirchenbänke stammen noch aus der Erbauungszeit. 
Künstler Willi Dirx schuf zwischen 1980 und 1990 aus Bronze ein Verkündigungspult, einen Osterleuchter, den Ewig-Licht-Ständer, zehn Kerzenleuchter sowie die Sedilien. Die Buntglasfenster im schuf Gustav Fünders in den 1950er Jahren.

### Orgel

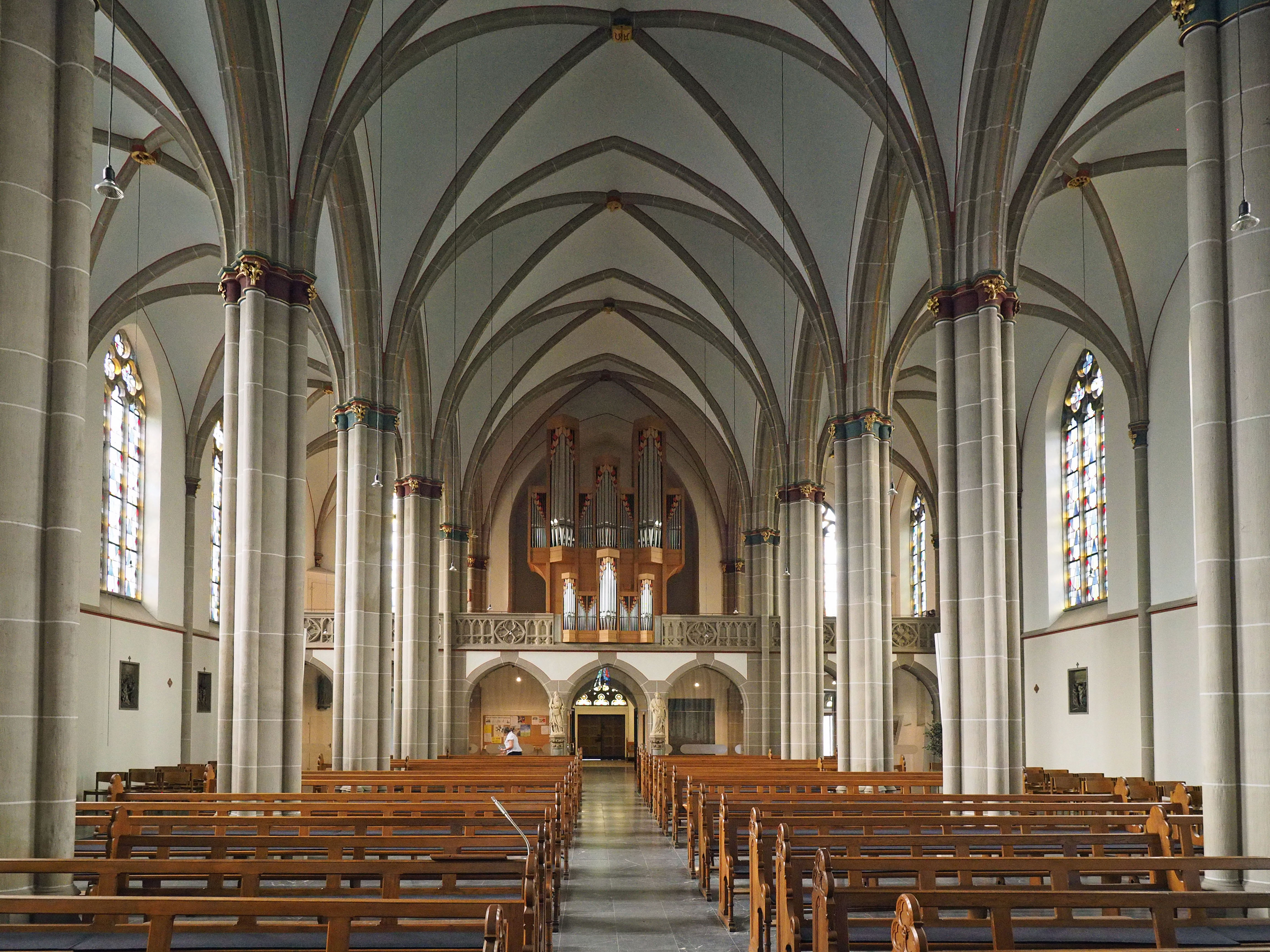
Blick auf die Fischer-Orgel von 2002

Die Orgel ist ein Werk des Orgelbauers Lukas Fischer aus dem Jahr 2002. Das Instrument hat 35 Register auf drei Manuale und Pedal verteilt.
| I Rückpositiv |        |
| Principal     | 8′     |
| Salicional    | 8′     |
| Rohrgedeckt   | 8′     |
| Unda maris    | 8′     |
| Octave        | 4′     |
| Koppelflöte   | 4′     |
| Nasat         | 2 ⁄3′  |
| Schwiegel     | 2′     |
| Terz          | 1 3⁄5′ |
| Larigot       | 1 ⁄3′  |
| Scharff IV    | 1′     |
| Krummhorn     | 8′     |

| II Hauptwerk |         |
| Praestant    | 16′     |
| Principal    | 08′     |
| Gambe        | 08′     |
| Flöte        | 08′     |
| Gedeckt      | 08′     |
| Octave       | 04′     |
| Rohrflöte    | 04′     |
| Terz         | 03 1⁄5′ |
| Quinte       | 02 ⁄3′  |
| Superoctave  | 02′     |
| Mixtur IV    | 01 ⁄3′  |
| Mixtur V     | 02′     |

| III Bombardwerk |     |
| Kornett V       | 08′ |
| Fagott          | 16′ |
| Trompete        | 08′ |
| Clairon         | 04′ |

| Pedal     |         |
| Principal | 16′     |
| Subbass   | 16′     |
| Quinte    | 10 2⁄3′ |
| Bassflöte | 08′     |
| Octave    | 04′     |
| Posaune   | 16′     |
| Trompete  | 08′     |

- Koppeln, Spielhilfen:  I/II, III/II, I/P, II/P, III/P
- Effektregister: Tremulant

## Pfarrer
Folgende Priester wirkten bislang als Pfarrer an St. Gertrudis bzw. seit 2010 als Pfarrer der Pfarre St. Christophorus:
- um 1268: Arnold Pleban
- 1911–1936: Johannes Nießen
- 1936–1949: Josef Fröschen
- 1949–1964: Wilhelm Helling
- 1964–1970: Wilhelm Hastenrath
- 1970–1987: Karl Reger
- 1987–2019: Karlheinz Alders
- Seit 2019: Frank Schürkens